# Línea 128 (Urbanos de Zaragoza)
La línea 128 fue una línea regular diurna de los Transportes Urbanos de Zaragoza (TUZSA) que realizó el recorrido comprendido entre la Plaza Mozart y el barrio rural de Peñaflor en la ciudad de Zaragoza (España). Era un refuerzo de la 28, pero debido a su bajo uso y las medidas de ahorro del ayuntamiento se suprimió. 